# آنتون مارک
آنتون "تونی" مارک (انگلیسی: Anton Marek; ۹ فوریهٔ ۱۹۱۳ – ۶ فوریهٔ ۱۹۶۳) بازیکن و مربی فوتبال اهل فرانسه بود.
از باشگاه‌هایی که در آن بازی کرده‌است می‌توان به باشگاه فوتبال تولوز، باشگاه فوتبال لن و باشگاه فوتبال آدمیرا واکر مودلینگاشاره کرد.